# Brumen Bridge
Die Brumen Bridge ist eine Stahlbeton-Balkenbrücke im westafrikanischen Staat Gambia.

## Beschreibung
Die etwa 120 Meter lange und acht Meter breite Brücke überspannt den Bintang Bolong, den größten Nebenfluss des Gambia-Flusses. Sie ist Teil der South Bank Road, der wichtigsten Fernstraße Gambias. Die Brumen Bridge ist die einzige Brücke über den Bintang Bolong in Gambia, der die Grenze zwischen den Verwaltungsregionen West Coast Region und Lower River Region bildet.
Südwestlich der in Nord-Süd-Richtung verlaufenden Brücke liegt der Ort Kalagi. Auf der nördlichen Seite schließt sich ein rund 310 Meter langer Damm an, der im Überschwemmungsgebiet des Bintang Bolong liegt. Angegeben ist, dass der Fluss bis zu dem Ort Sandeng, der rund dreieinhalb Kilometer oberhalb der Brücke an der Grenze zu Senegal liegt, schiffbar ist, in der Praxis jedoch wird die Weiterfahrt durch die niedrige Bauhöhe der Brumen Bridge behindert.
Die Brücke und die Süduferstraße wurden Ende 1993 nach einem Neubau, der durch die Afrikanische Entwicklungsbank finanziert wurde, für den Verkehr freigegeben.
Wie auch an anderen Stellen der Süduferstraße werden Fahrzeuge bei Passage der Brücke von Polizei und Armee kontrolliert.